# Chirac (Lozère)
Chirac era una comuna francesa situada en el departamento de Lozère, de la región de Occitania, que el 1 de enero de 2016 pasó a ser una comuna delegada de la comuna nueva de Bourgs-sur-Colagne al fusionarse con la comuna de Le Monastier-Pin-Moriès.

## Demografía
| Gráfica de evolución demográfica de Chirac (Lozère) entre 1800 y 2013 |
|                                                                       |

Los datos demográficos contemplados en este gráfico de la comuna de Chirac se han cogido de 1800 a 1999 de la página francesa EHESS/Cassini, y los demás datos de la página del INSEE.